# Bartholomäuskirche Lütgendortmund

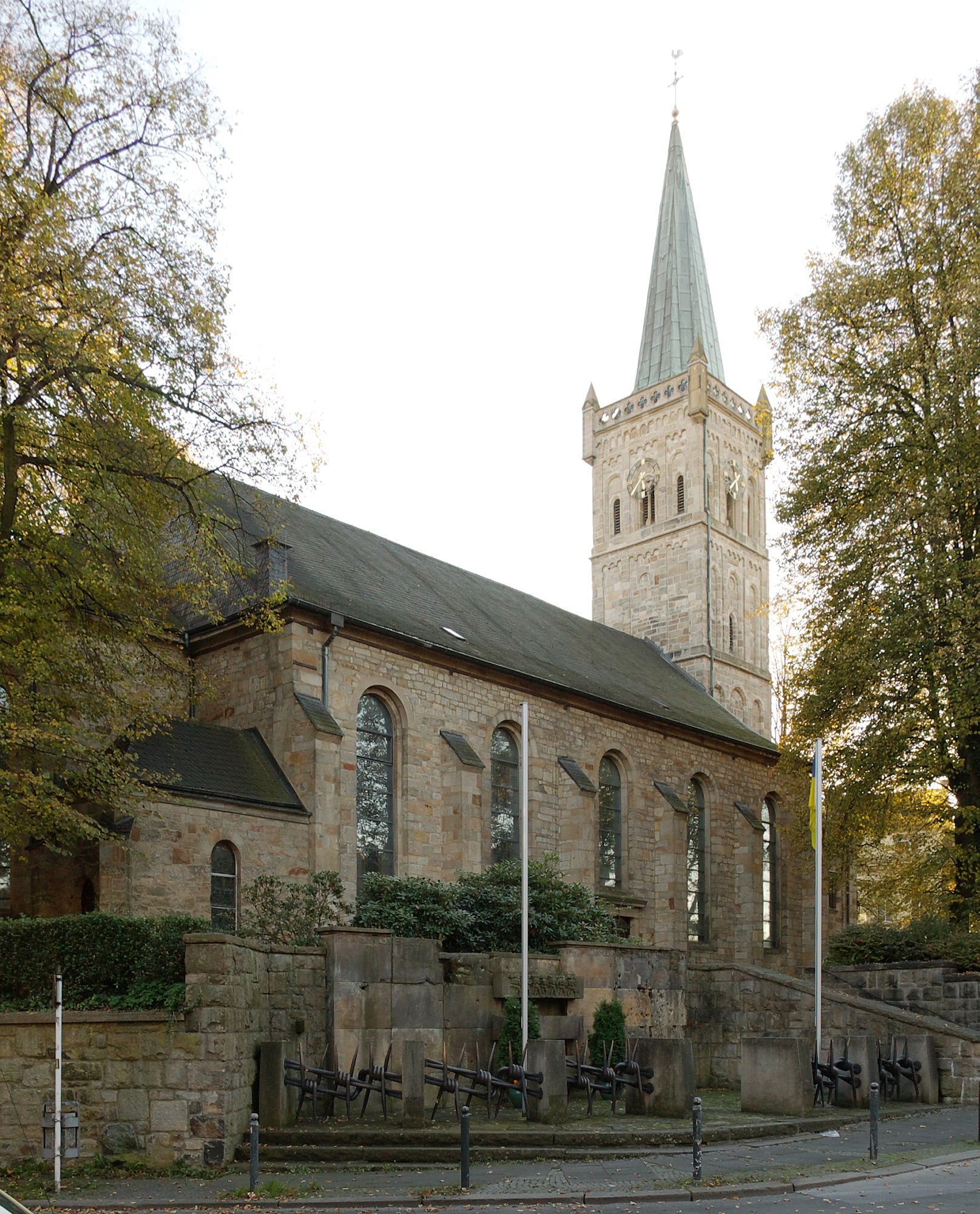
Bartholomäuskirche mit Mahnmal

Die Bartholomäuskirche Lütgendortmund ist ein denkmalgeschütztes Kirchengebäude, Theresenstraße 1, in Lütgendortmund, einem Stadtteil von Dortmund in Nordrhein-Westfalen.

## Geschichte und Architektur
Die auf den Grundmauern der alten Bartholomäuskirche neu errichtete und am 19. September 1834 feierlich eingeweihte Bartholomäuskirche gehört der evangelischen Gemeinde Lütgendortmund an, deren Geschichte bis ins Jahr 1308 zurückreicht, wo erstmals eine Pfarrei in Lütgendortmund erwähnt wird. Auf das Jahr 1360 soll die Bartholomäus-Kirmes zurückgehen. Folglich wurde in diesem Jahr die damalige Kirche geweiht, die während der Dortmunder Fehde 1388 niederbrannte. 200 Jahre später (1585) brannten spanische Truppen die Turmspitze der mittlerweile wieder aufgebauten Kirche nieder. 1599 begann in Lütgendortmund die Reformation durch Kaplan Hermann Faber (Schmitt). Die Bartholomäus-Kirche wurde 1664 der protestantischen Gemeinde zugesprochen (älteste Eintragungen in den Kirchenbüchern der evangelischen Gemeinde reichen bis 1661 zurück.)
Aufgrund knapper Kassen – der Neubau kostete 9806 Taler – blieb beim Abriss des maroden Vorgängerbaus (1829, auch das Jahr der Grundsteinlegung) der Glockenturm losgelöst vom neu errichteten Kirchenschiff stehen. Trotz des gutachterlichen Urteils (Einsturzgefahr) zögerten die Lütgendortmunder bis 1855 mit dem Abriss des Turms und mussten sogar die Glocken auf den das Kirchenschiff umgebenden Friedhof auslagern. 1856 wurde der neue Turm für 8500 Taler einschließlich einer Turmuhr, für 400 Taler fertiggestellt. Die zwischen 1916 und 1917 eingeschmolzenen Glocken wurden 1925 durch neue ersetzt.
In den letzten Kriegstagen 1945 wurde das Kirchenschiff schwer zerstört und bis 1951 auf- und umgebaut. 1976 erhielt die Kirche eine neue Orgel und 1994, nach Entwürfen der Künstlerin Ute Rakob (Bünden (Wien)), neue Fenster.
Im Jahr 2012 wurden die drei Gussstahlglocken cis'-e'-g' des Jahres 1918 ausgebaut und durch vier neue Bronzeglocken der Glockengießerei Bachert ersetzt. Die Tonfolge es′ – as′ – b′ – c″ erfolgte in Abstimmung auf das Geläut der katholischen Kirche.

## Orgel
Von dem alten Inventar ist in den Neubau von 1834 außer der generalgereinigten Orgel nichts übernommen worden. Diese war allerdings nach Aussage des zu Rate gezogenen Orgelbauers nichts mehr wert und wurde daher 1837 durch ein neues Instrument (Buchholz, 20 II/P) ersetzt. 1907 baute die Firma Orgelbau Friedrich Weigle eine dreimanualige Orgel mit 36 Registern, darunter 5 Hochdruckregister ein, die im Krieg zerstört wurde.
Zum Wiederaufbau (1951) nach dem Zweiten Weltkrieg bekam der Kirchraum ein kleineres Instrument von Paul Faust (23 II/P), welches 1976 durch die heutige Orgel der Firma Alexander Schuke Potsdam Orgelbau (damals VEB Potsdamer Schuke-Orgelbau) ersetzt wurde. Diese hat 40 Register verteilt auf drei Manuale und Pedal, mit Schleifladen, mechanischer Spiel- und elektrischer Registertraktur.
Disposition der Schuke-Orgel (Op. 466) von 1976:
| I Rückpositiv C–g3 |     |
| Holzgedackt        | 08′ |
| Quintadena         | 08′ |
| Prinzipal*         | 04′ |
| Rohrflöte          | 04′ |
| Sesquialtera II    |     |
| Waldflöte          | 02′ |
| Sifflöte           | 01′ |
| Scharff IV         |     |
| Vox Humana         | 08′ |
| Tremulant          |     |

| II Hauptwerk C–g3 |       |
| Pommer            | 16′   |
| Prinzipal*        | 08′   |
| Rohrflöte         | 08′   |
| Oktave            | 04′   |
| Gemshorn          | 04′   |
| Nassat            | 2 ⁄3′ |
| Oktave            | 02′   |
| Mixtur V          |       |
| Cymbel III        |       |
| Trompete          | 08′   |

| III Schwellwerk C–g3 |        |
| Spillpfeife          | 08′    |
| Dulzflöte            | 08′    |
| Prinzipal            | 04′    |
| Blockflöte           | 04′    |
| Nachthorn            | 02′    |
| Terz                 | 1 3⁄5′ |
| Quinte               | 1 ⁄3′  |
| Mixtur IV–VI         |        |
| Dulcian              | 16′    |
| Hautbois             | 08′    |
| Schalmei             | 04′    |
| Tremulant            |        |

| Pedal C–f1   |     |
| Prinzipal* 0 | 16′ |
| Subbass      | 16′ |
| Oktave       | 08′ |
| Spitzflöte   | 08′ |
| Oktave       | 04′ |
| Flachflöte   | 02′ |
| Mixtur V     |     |
| Posaune      | 16′ |
| Trompete     | 08′ |
| Clairon      | 04′ |

Die mit * gekennzeichneten Prinzipalregister stehen im Prospekt.

Das Schwellwerk ist nicht sichtbar als Hinterwerk ausgeführt.
- Koppeln:
  - Normalkoppeln: I/II, III/II, I/P, II/P, III/P  (III/II ist elektrisch)
  - (2017) Oktavkoppeln Super III/II, Sub III/II
- Spielhilfen:
  - (2017) 10.000-fache Setzeranlage mit Sequenzer Auf/Ab für Hand und Fuß
  - (1976) 8-fach Generalsetzer davon 4 werkgeteilt, Organum Plenum, Zungen ab